# El Galpón
El Galpón är en ort i Argentina.   Den ligger i provinsen Salta, i den norra delen av landet, 1 200 km nordväst om huvudstaden Buenos Aires. El Galpón ligger 527 meter över havet och antalet invånare är 8 357.
Terrängen runt El Galpón är platt. Runt El Galpón är det mycket glesbefolkat, med 7 invånare per kvadratkilometer.. Det finns inga andra samhällen i närheten.
I omgivningarna runt El Galpón växer i huvudsak lövfällande lövskog.